# Tạ Phi
Tạ Phi (4 tháng 11 năm 1932 — 27 tháng 10 năm 1999) là chính khách nước Cộng hòa Nhân dân Trung Hoa. Ông được biết nhiều nhất qua nhiệm kỳ là Bí thư Tỉnh ủy Quảng Đông từ năm 1991 đến năm 1998, Ủy viên Bộ Chính trị và Phó Ủy viên trưởng Ủy ban Thường vụ Đại hội Đại biểu Nhân dân Toàn quốc.

## Tiểu sử
Tạ Phi là người Khách Gia, sinh ra ở trấn Hà Khẩu, huyện Lục Phong, tỉnh Quảng Đông. Ông bí mật tham gia các hoạt động của Đảng Cộng sản năm 1947 và gia nhập Đảng Cộng sản Trung Quốc tháng 7 năm 1949. Năm 1955, ông được bổ nhiệm làm Ủy viên Ban Thường vụ Huyện ủy Lục Phong, Trưởng Ban Tuyên truyền Huyện ủy Lục Phong. Sau đó, ông được thăng chức làm Bí thư Huyện ủy Lục Phong. Ông được chuyển đến tạp chí Thượng Du làm biên tập viên năm 1960. Các chức vụ được bổ nhiệm tiếp theo của Tạ Phi gồm có nghiên cứu viên Phòng nghiên cứu chính sách thuộc Cục Trung Nam Đảng Cộng sản Trung Quốc, Phó Chủ nhiệm Văn phòng Chính trị thuộc Ủy ban Cách mạng tỉnh Quảng Đông, Phó Chủ nhiệm Ban Chính trị khoa học và giáo dục tỉnh Quảng Đông và Phó Chủ nhiệm Văn phòng Văn hóa và giáo dục tỉnh Quảng Đông.
Năm 1976, Tạ Phi trở thành một trong ba lãnh đạo ở tạp chí Hồng kỳ. Ông được bổ nhiệm làm Phó Tổng Thư ký Tỉnh ủy kiêm Chủ nhiệm Văn phòng Tỉnh ủy Quảng Đông năm 1979. Ông được thăng chức làm Tổng Thư ký Tỉnh ủy kiêm Hiệu trưởng Trường Đảng Tỉnh ủy Quảng Đông năm 1983. Tạ Phi nhậm chức Bí thư Thành ủy Quảng Châu năm 1986 và sau đó được thăng chức làm Bí thư Tỉnh ủy Quảng Đông năm 1991. Ông là Ủy viên Bộ Chính trị từ năm 1992 đến năm 1998. Từ tháng 3 năm 1998, ông trở thành Phó Ủy viên trưởng Ủy ban Thường vụ Đại hội Đại biểu Nhân dân Toàn quốc đồng thời là Ủy viên Bộ Chính trị.
Tạ Phi là Ủy viên dự khuyết Ban Chấp hành Trung ương khóa XII (1982-1987), Ủy viên chính thức Ban Chấp hành Trung ương từ khóa XIII (1987-1992) đến khóa XV (1997-2002) và Ủy viên Bộ Chính trị khóa XIV và khóa XV. Tạ Phi qua đời trong khi vẫn tại nhiệm với tư cách Ủy viên Bộ Chính trị. Ông là thành viên duy nhất của Bộ Chính trị khóa XV qua đời trong khi vẫn giữ ghế của mình. Thành viên Bộ Chính trị tiếp theo đã qua đời trước khi kết thúc nhiệm kỳ là Phó Thủ tướng Quốc vụ viện Hoàng Cúc năm 2007. Tính đến năm 2016, Tạ Phi cũng là Bí thư Tỉnh ủy Quảng Đông gần đây nhất sinh ra ở tỉnh Quảng Đông.
Tạ Phi qua đời ngày 27 tháng 10 năm 1999 tại Quảng Châu, ở tuổi 66.